# Outfoxed
Outfoxed è un documentario del 2004 sull'impero mediatico del magnate americano Rupert Murdoch, diretto dal regista Robert Greenwald.

## Contenuti
Il documentario critica alcune tecniche di comunicazione impiegate dalle società televisive e d'informazione del gruppo Murdoch (in particolare Fox News, da cui il titolo del documentario). Attraverso interviste rilasciate da ex-giornalisti, collaboratori ed ex-funzionari di redazione, il documentario delinea un quadro allarmante della situazione politica dell'informazione e della libertà di stampa negli Stati Uniti.